# اشکفت سیاهو
اشکفت سیاهو،  به معنای سیاه غار، در گویش محلی. بین ۱۰۰۰۰ تا ۱۲۰۰۰ سال پیش توسط انسان‌های عصر نوسنگی به عنوان پناهگاه سنگی مورد استفاده قرار می‌گرفته است. این بنا در نزدیکی کوه رحمت در  مرودشت در استان فارس واقع شده است.
این غار در ژوئن ۲۰۰۶ کشف شد.
متعاقباً کاوش‌های باستان‌شناسی به سرپرستی باستان‌شناس ایرانی، محمد فیض‌خواه، انجام شد. کاوش‌های باستان‌شناسی در دشت مرودشت در استان فارس منجر به کشف این پناهگاه سنگی ۱۰ هزار ساله در نزدیکی کوه رحمت شد. باستان‌شناسان معتقدند که در ساخت دیوارهای جداکننده این پناهگاه نوسنگی از فناوری پیشرفته‌ای استفاده شده است. فیض‌خواه می‌گوید: «اشکفت گاوی غار دیگری است که در نزدیکی این پناهگاه سنگی کشف‌شده قرار دارد. بنابراین، با توجه به گویش محلی مردم منطقه، نام این غار را اشکفت سیاهو گذاشتیم.»
منطقه‌ای که اشکفت سیاهو در آن واقع شده است یکی از معدود مکان‌های باستان‌شناسی در منطقه است که هم سکونت‌گاه‌های پارینه‌سنگی میانی و هم پارینه‌سنگی بالایی را حفظ کرده است.